# Пофарбована палата
Пофарбована палата (англ. Painted Chamber) — була частиною первісного Вестмінстерського палацу в Лондоні. Вона була знищена пожежею в 1834 році.
Тому що палата була спочатку королівською резиденцією, — палац не мав жодної спеціально побудованої палати для двох Палат. Важливі державні церемонії, в тому числі Державне відкриття сесії парламенту, проводилися в Пофарбованій палаті. Палата лордів, як правило, зустрічалася в Білій палаті. Палата громад, однак, не мала власну палату; іноді проводила свої дебати в головному будинку Вестмінстерського абатства, поки постійний будинок в каплиці колишнього Святого Стефана не став доступним в XVI столітті.
У процесі суду над королем Англії Карлом I, для показань свідків викликали на слухання в Пофарбовану палату, а не в Вестмінстер-Холл.

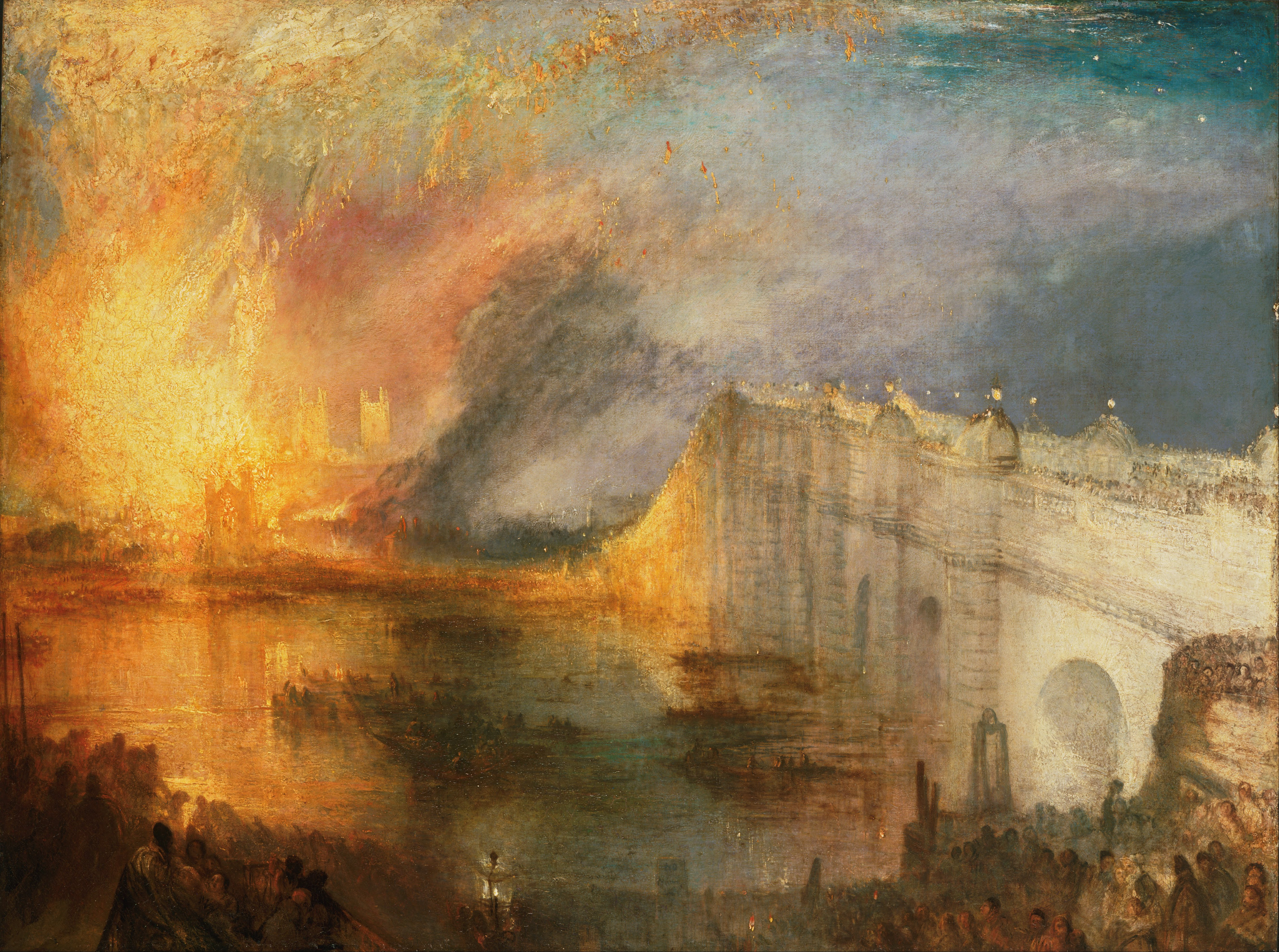
Джозеф Меллорд Вільям Тернер спостерігав пожежу в 1834 році і написав кілька полотен, що зображують подію, в тому числі Горіння Палат лордів і громад (1835).